# Thunder and Lightning (Thin Lizzy-album)
A Thunder and Lightning a Thin Lizzy ír zenekar tizenkettedik, egyben utolsó nagylemeze, amely 1983. március 4-én jelent meg. Az 1982-ben kilépett Snowy White helyére John Sykes gitáros érkezett, akinek virtuóz és modern játéka révén új lendületet kapott a zenekar, és kiadta legkeményebb, helyenként heavy metalos hangzású albumát. A dalok már Sykes belépése előtt meg lettek írva, kivéve a Cold Sweat címűt, amely megírásában a gitáros is részt tudott venni, és az album előzeteseként kislemezen is kiadták 1983. februárjában. Később a The Sun Goes Down és a címadó dal is megjelent kislemezen.
A kemény hangzás ellenére jelentős szerepet kap a lemezen, az együttes billentyűse Darren Wharton, aki számos dal társszerzője is volt, köztük a "This Is the One", "The Sun Goes Down", "Someday She Is Going to Hit Back", és a "Heart Attack". Az előző anyagaikhoz hasonlóan a "Thunder and Lightning" sikertelen maradt Amerikában a 159. helyezésével, de a fő piacuknak számító Nagy-Britanniában, és Európa területén viszonylag jobban teljesített mint közvetlen elődjei. Az angol albumlistán a 4. helyre került, és ezüst minősítést szerzett. 
Az album kiadása után búcsúturnéra indultak, és Life címmel koncertlemezt adtak ki  1983 októberében.
2013-ban megjelent a "Thunder and Lightning" felújított és bővített kiadása, amely két lemezből áll. Az első lemez az eredeti kiadást, a második pedig egy 1981-es angol fellépést és számos demót tartalmaz.

## Előzmények

### Felvételek
Az 1981-ben kiadott Renegade album sikertelensége, és az együttes tagjai között megromlott viszony, társítva az alkohol és drogfüggőségeikkel már jelezte hogy a Thin Lizzy napjai meg vannak számlálva. A dobos Brian Downey így emlékezett vissza erre a zűrös időszakra: „Azelőtt híresek voltunk a kifogástalan élő teljesítményről. Az utolsó időszakban ez a szemem láttára foszlott szerteszét, és roppant szomorú volt végignézni. Phil és Scott nagyon betegnek nézett ki, és ma is roppant kellemetlen, ha belefutok egy-egy felvételbe abból az időszakból. Philnek egyszerűen nem lett volna szabad színpadra állnia úgy.” A gitáros Snowy White sem zeneileg, sem emberileg nem találta a közös hangot zenésztársaival, mellesleg az anyagi juttatásait is kevesellte, ezért 1982-ben közös megegyezéssel elváltak útjaik. Tovább rontott a helyzeten amikor Chris O'Donnell, az együttes útját egyengető menedzsment vezetője is elpártolt a zenekar mellől. Az állandósuló káosz, a megfáradt emberi viszonyok és a csökkenő érdeklődés közepette mindenki számára világossá vált, hogy ez így nem mehet tovább. 1982-ben az együttes tagjai többé-kevésbé megállapodtak, hogy még befejezik a már elkezdett albumot, búcsúturnéra indulnak, majd feloszlanak.
Ehhez szükséges volt, hogy megtalálják a megfelelő új gitárost. A jelöltek között volt, sőt egyes források szerint egy ideig próbáltak is, az akkor még teljesen ismeretlen Adrian Vandenberggel. Az új gitáros végül a feltörekvő brit heavy metal hullámhoz sorolt Tygers of Pan Tang-ból éppen kiszállt John Sykes lett. A Tygers of Pan Tang tagjaként Sykes korábban már együttműködött Chris Tsangarides producerrel, aki a Thin Lizzy 1981-es albumán, a Renegadeen is dolgozott. Sykes felvetette Tsangarides-nek hogy a Please Don't Leave Me című szóló kislemezdalának befejezéséhez nem kérné-e meg Lynott-ot. A gitáros erre így emlékezett vissza: „Teljesen esélytelennek tűnt a dolog, de nem volt vesztenivalóm... Chris megkérdezte Philt, megmutatta neki a dalt, ő pedig őszinte megdöbbenésemre rábólintott. Emlékszem az első alkalomra is, amikor találkoztunk: épp kiszállt a kocsijából, lila dzsekiben... Egyből megvolt közöttünk a megfelelő rezgésszám. Befejeztük a dalt a stúdióban, aztán ott maradtam nála Dublinban néhány napig. Végigjártuk a bárokat, a klubokat, jól elütöttük együtt az időt, aztán hazautaztam Londonba. Eltelt három-négy nap, aztán hirtelen csörgött a telefon. Phil volt a vonal végén, és simán nekem szegezte a kérdést, hogy nem akarnék-e belépni a Thin Lizzybe. A Thin Lizzy volt az egyik kedvenc zenekarom, úgyhogy igazi valóra vált álom, megtiszteltetés és dicsőség volt csatlakozni hozzájuk. Mintha valami álomba csöppentem volna, hiszen az egyik hősömről volt szó, akinek a zenéjén felnőttem.”
Sykes hivatalosan 1982 őszén lett a zenekar tagja, és noha a dalok ekkor már meg voltak írva, a fiatal gitáros csatlakozása így is "friss vért pumpált a zenekar megfáradt szervezetébe". Sykes visszaemlékezése alapján „a zene kicsit súlyosabb volt a korábbiaknál, és ez szerintem egyértelműen az én hatásomra alakult így. Phil is súlyosabb dalokban gondolkodott, és nagyon élvezte ezt a megközelítést, akárcsak én.” Az új gitáros egyedül a Cold Sweat című dal megírásában tudott már csak részt venni, amelynek spontaneitására így emlékezett vissza: „leültünk a stúdióban, Phil megkérdezte, vannak-e új riffjeim, én meg elkezdtem játszani a Cold Sweat témáját. Bekapcsolódott, elkezdtük együtt összegyúrni, meghangszerelni, és nagyjából húsz perc elteltével készen állt a nóta. És tényleg ennyire egyszerű volt az egész.” Az album felvételei a dublini Lombard stúdióban, valamint a londoni Boathouse és Morgan stúdiókban zajlottak 1982 utolsó hónapjaiban. A producer ezúttal is maga az együttes volt, Chris Tsangarides társproducerrel együttműködve.

### Dalok, stílus
Sykes hangzásával és játékával is keményebb stílust képviselt, és Chris Tsangarides szerint amikor ezt felismerték, már tudatosan törekedtek rá, hogy igazodjanak a stílusához: „Mindenképpen hatott a lemezre az NWOBHM-hullám, már csak azért is, mert Sykes erről a színtérről érkezett, de én is sok efféle zenekarral dolgoztam. Phil előzetesen leültetett, és megkérdezte, szerintem mihez kellene kezdeniük. Azt tanácsoltam, hogy készítsenek egy nagyszerű rockalbumot a Lizzy stílusában, ami a lehető legsúlyosabb, de továbbra is benne vannak azok az imádnivaló harmóniák, meg minden, amiről a zenekar híres volt.” Az új gitáros csatlakozása felvillanyozta a zenekart, és általa új erőre kaptak. Tsangarides szerint „a  többiek is összekapták magukat miatta, hiszen bekerült közéjük egy fiatal, tapasztalatlan, de roppant öntudatos arc, aki emellé úgy gitározott, mint valami démon. Muszáj volt teljesíteniük mellette.”
Az elkészült album az együttes történetének legkeményebb, és legkevésbé keltás hanganyaga lett, ugyanakkor a védjegyeik is megmaradtak, legyen szó a jellegzetesen fülledt-romlott hangulatú lüktetésről, vagy a dallamos ikergitár harmóniákról. Sykes agresszív, már ekkor is egyéni, szuperszonikus gitárjátéka mellett az előremutató, súlyos hangzás is biztosította az album létjogosultságát a kortársak mellett.
Az albumot nyitó címadó "Thunder and Lightning" egy gerjesztős-pulzálós intróval kezdődik, majd Downey kemény dobolásával és a zakatoló gitárokkal az együttes történetének egyik legkeményebb dala bontakozik ki. A vadul száguldó, agresszív stílus és dühös szöveghadarás ellenére fülbemászó dallamokat is felvonultat, majd Wharton billentyűszólója után, Sykes szólójának is teret biztosítanak. A második "This Is the One" a kimértebb ütemű, érzelmesebb oldalukat hozza, de a szüntelenül kalapáló ritmusainak köszönhetően végig feszült légkört teremt. Ezt csak még jobban tetézi a refrén, amelyet Wharton ízléses billentyűs szőnyegezése, és aprólékos gitárdíszítések támasztanak alá. A dalban Sykes és Gorham szólógitár párbajt vív egymással, de  Lynott basszusjátéka és Downey dobolása is roppant fontos a dal összhatása szempontjából. Tsangarides erről így nyilatkozott: „Valójában Phil basszusgitározása jelentette a kulcsot a Thin Lizzy hangzásához, emiatt szólt úgy a zenekar, ahogy. Persze azzal a bluesos-dzsesszes, hihetetlenül erőteljes dobolással együtt... Brian és Phil groove-ja adta a dolog velejét. Már csak hozzá kellett tenni a kelta elemeket, és kész is volt a banda.”
A korszaknak megfelelően az első oldal harmadik dala a "The Sun Goes Down" egy ballada, amely finom és érzékeny hangzásával, légies akkordjaival, előre helyezett basszusjátékával sokak szerint a zenekar egyik legszebb lírai dala. A több mint hatperces szerzemény egy grandiózus tétel, filmszerű atmoszférával, közhelyeket nélkülöző hangszereléssel, billentyűs alappal, szomorú gitárhangokkal, és Lynott mormogós-merengős énekdallamaival, amelyre egy egyperc körüli kifejtős, monumentális gitárszóló "teszi fel az érzelmi ívet". Lynott erre a felkavaró darabra bevallottan búcsúdalaként tekintett, és utólag egyes rajongók a frontember tragédiájának fényében, a világtól való elköszönését is könnyedén belelátják. Az A-oldalt záró "The Holy War"-ban újra felgyorsul a tempó, Downey fineszes ütemezése, húzós groove-jai támasztják alá a kissé mechanikus megszólalást. A dal felvonultat jellegzetes, ikergitáros Thin Lizzy-témákat, és ezek a gitárharmóniák épp olyan könnyedén rögzülnek a hallgató fülébe, mint Lynott orrhangú énekmelódiái, vagy a némi gospelességet sem nélkülöző refrén. Szövege a vallási vezetők felé fogalmaz meg kritikát és teológiai kérdéseket vet fel.
A második oldalt nyitó "Cold Sweat"-et az album kulcsdalaként is szokták emlegetni, amely az anyag leginkább klasszikus és sokat feldolgozott dala lett. Ez még a címadónál is nyersebb és keményebb, egyenes szerkezetű tétel, húzós témával és agresszív előadásmóddal. A "Someday She Is Going to Hit Back" egy újabb tempós dal, benne az együttesre jellemző, összekeverhetetlen témákkal. Repetitív szerkezetű szövege sajátos pulzálást ad neki, de az atipikus felépítése ellenére nagyon fogósak benne a "mézédes gitárdallamok és a parádés vokálok". A wah pedálos gitárszóló elkerüli a szokásos blues-alapú megközelítést, és lineárisan halad vissza a dal fő részébe. A dalszöveg mögött Lynott hányattatott és ellentmondásos élete húzódik meg, a feszültséget sugárzó sorok a családon belüli erőszak leküzdéséről értekeznek, de nem empátiával vagy vitával, hanem – a lemez hangvételével összhangban – fenyegetéssel. Az erőszak végül felbukkan, és a dal inkább a figyelmeztetésre, és nem az érdekérvényesítésre összpontosít.
A következő "Baby Please Don’t Go" a zenekar 70-es évekbeli világát hozza vissza, dzsesszes dobmeneteivel és tempójával, de alapkarakteréhez tartoznak a "szüntelenül fel-felsíró, szinte beszélő, szólisztikus gitárdíszítések" is. A katartikus tetőpont a szám végén érkezik meg, amikor Lynott könyörgését Sykes és Gorham vele "kánonban zokogó gitárjai" egészítik ki. Leginkább itt érvényesül az a költőiség, amely mindig is áthatotta a frontember munkásságát. A "Bad Habits" játékosabb témákat felvonultató, táncosabb tempójú, könnyed tétel, majd a "Heart Attack", egy "tipikus Lynott-kesergő" zárja az albumot. Szövege a viszonzatlan szerelem okozta italozásra támaszkodik, zeneileg pedig a lemez egészére jellemző erőteljes, veretes hard rockot hozza, jelentőségteljes és komoly lezárásaként a lemeznek.

## Fogadtatás
Az album megítélése megosztó lett, de összességében jóval kedvezőbbnek bizonyult az előző albumokéhoz képest. A kritikusok egyetértettek abban hogy John Sykes csatlakozásával új erőre kaptak, és az előzetesként kiadott Cold Sweat brit 27. helyezése is bizakodásra adott okot. A Thunder and Lightning 4. lett az angol albumlistán, és több mint 60 ezer eladott példányával ezüstlemez lett. Európa többi országában is jól fogyott, de Amerikában a 159. helyezésével folytatódott a sikertelen széria. Az európai bucsúturnéra megteltek a csarnokok, de az 1983. szeptember 4-én, a nürnbergi Monsters of Rock fesztiválon adott koncert egyben az utolsó fellépésük is lett.
Az AllMusic kritikusa Greg Prato 3 csillagot adott rá a lehetséges ötből, és az 1979-es Black Rose: A Rock Legend óta a legkonzisztensebb albumuknak nevezte. Véleménye szerint arra inspirálta Lynottot és a zenekart, hogy megírják az elmúlt évek legjobb szerzeményeit. A cikk szerint ugyan több a keményebb téma az albumon, mint a "Renegade"-en, de a pop-metalos produkció így is hátráltatja a számokat. Bírálta a címadó dalt, miszerint ennek a dühöngő dalnak egyenesebb vonalúnak kellett volna lennie, mivel az indokolatlan szintiszóló és a félig kész dalszöveg csak gyengít rajta. Ezzel szemben dícsérte a "This Is the One" és a "Cold Sweat" hevességét, amelyek sokkal jobban illenek az együtteshez. A  "Bad Habits" dalt pedig "az album alulértékelt csúcspontjának" nevezte. Zárásként megjegyezte, hogy nem ez a legjobb művük, de határozott előrelépés a 80-as évek többi stúdióalbumához képest.
Martin Popoff kanadai újságíró 10-ből 10 ponttal jutalmazta, míg a német Metal Hammer 2006 májusi számában Christof Leim 7-ből 5 pontot adott rá. A Classic Rock magazin írása 2023. szeptember 4-én került fel a loudersound.com oldalra, ahol a cikk szerzője az 5-ből 3 és fél pontosra értékelte. A recenzió szerint az albumot néhányan túl keménynek tartják, de ezáltal megfelelt a korabeli zenei divatnak. Az írás alapján „a Thunder And Lightning tagadhatatlan buzgalommal és energiával recseg, az új gitáros, John Sykes pedig a Thin Lizzy legsúlyosabb albumának megalkotásában vett részt. A lemezen rengeteg nyaktörő metal himnusz található, mint a címadó szám, a The Holy War, a Cold Sweat vagy a Baby Please Don't Go, míg a The Sun Goes Down fenntartja a banda lágyabb oldalát. Lynott pedig megfelelően igazodik, hangja a szelídségtől a vad szemű őrjöngésig változik a lemez hallgatása alatt.”
Taylor Carlson a zrockr.com felületén, 2016. szeptember 22-én megjelent írásában hard rock remekműnek nevezte, mely a  legagresszívebb és legvadabb formájában mutatja a Thin Lizzy-t, ugyanakkor mégsem áldozza fel teljes mértékben a zenekar dallamosabb és lélektelibb oldalát. Megjegyezte, hogy a "Thin Lizzy-t, soha nem lehetne igazán „heavy metalnak” tekinteni, de Sykesnek köszönhetően ez az album néhány helyen rohadt közel kerül hozzá." Kiemelte Darren Wharton szerepét, aki dalszerzői hozzájárulásával és vad billentyűs játékával nagyban hozzájárul a nehézkesség és a kemény rock érzéséhez, anélkül, hogy rontana vagy lágyítana rajta. A rockandrollglobe.com oldalon 2023. március 28-án jelent meg recenzió a lemezről, amelyben a szerző Justin Cober-Lake így fogalmazott: „A csapat hard rockja az évek során sokszor a metálra is utalt, és Sykes-szel a fedélzetén a Thin Lizzy még jobban belemerült a műfajba. A játék időnként közelebb kerül a thrash-hez, és a gitárhangzás általában a 80-as évek eleji metal felé tolódik el. A „Cold Sweat” egyértelműen példája a váltásnak, a csikorgó gitárokkal és a gyors tempójával. Az együttes azonban nem változott meg teljesen, mivel a dallamosság és popos érzékenység továbbra is jelen van.” Az írás negatív kritikát fogalmazott meg a dallamosabb és a metafizikai szorongással foglalkozó számokkal szemben. Szerinte a „The Sun Goes Down”-nak jót tesz a kissé homályos szöveg, viszont nincs lépésben az album többi részével, és a Thin Lizzy 80-as évek eleji dolgaira emlékeztet. Hasonlóképpen vélekedett a „Bad Habits”-ról is, ami "szintén nem öregedett jól, és inkább a The Cars-ra hajaz, semmint egy Lizzy klasszikusra, még ha a dal második felében a morgó, megosztott énekhangok némi sajátosságot is kölcsönöznek neki." Zárásképpen erős albumként írta le, amelyen a zenekar visszanyerte erejét és kreativitását.
A Sputnukmusic 4 és fél pontosra értékelte az ötből, és a 2013. március 31-én megjelent kritikája jó minőségű heavy metal albumnak nevezte, amelyen a zenekar meg tudta őrizni tipikus játékstílusát, annak ellenére hogy irányváltást jelentett a zenekar számára az agresszívabb és súlyosabb hangzás felé. A cikk szerint "a zenekar újított, de nem felejtette el múltját". "A lemez tökéletes, a zenekar teljesítménye pedig rendkívüli, így a csapat és az 1983-as év egyik legjobb alkotása lett". Az író szerint a Black Rose után ez a második legjobb lemezük, amelyen a zenekar valóban mennydörgést és villámlást kínál. A Metalstorm  2020. április 24-én emlékezett meg a lemezről, ahol azt írták hogy a zenekar  motiváltabban és energiával telítettebben hangzik, mint az ezt megelőző években, és megtalálta a módját, hogy újra feltalálja önmagát. Legjobb dalként a komor „The Sun Goes Down” címűt emelte ki, de a "Bad Habits"-et is az egyik csúcspontként említette. Dicsérte a "Cold Sweat" szólóit, melyekre azt írta hogy "féltékennyé tennék Eddie Van Halen-t ha hallaná". A cikk írója a "Heart Attack"-ra azt írta hogy egyáltalán nem rossz dal, de ha muszáj lenne megnevezni a legkevésbé sikerültet akkor ezt választaná. Összegzésképpen tökéletes hattyúdalnak nevezte az albumot, amely a Thin Lizzy legjobbjai közé tartozik. Az írás fájlalta, hogy folytatása már nem készült: „A Thin Lizzy teljes sebességgel elindul a naplementébe, mi pedig ottmaradunk a porukban, és azon töprengünk, mi lehetett volna, ha nem hagyják abba.”

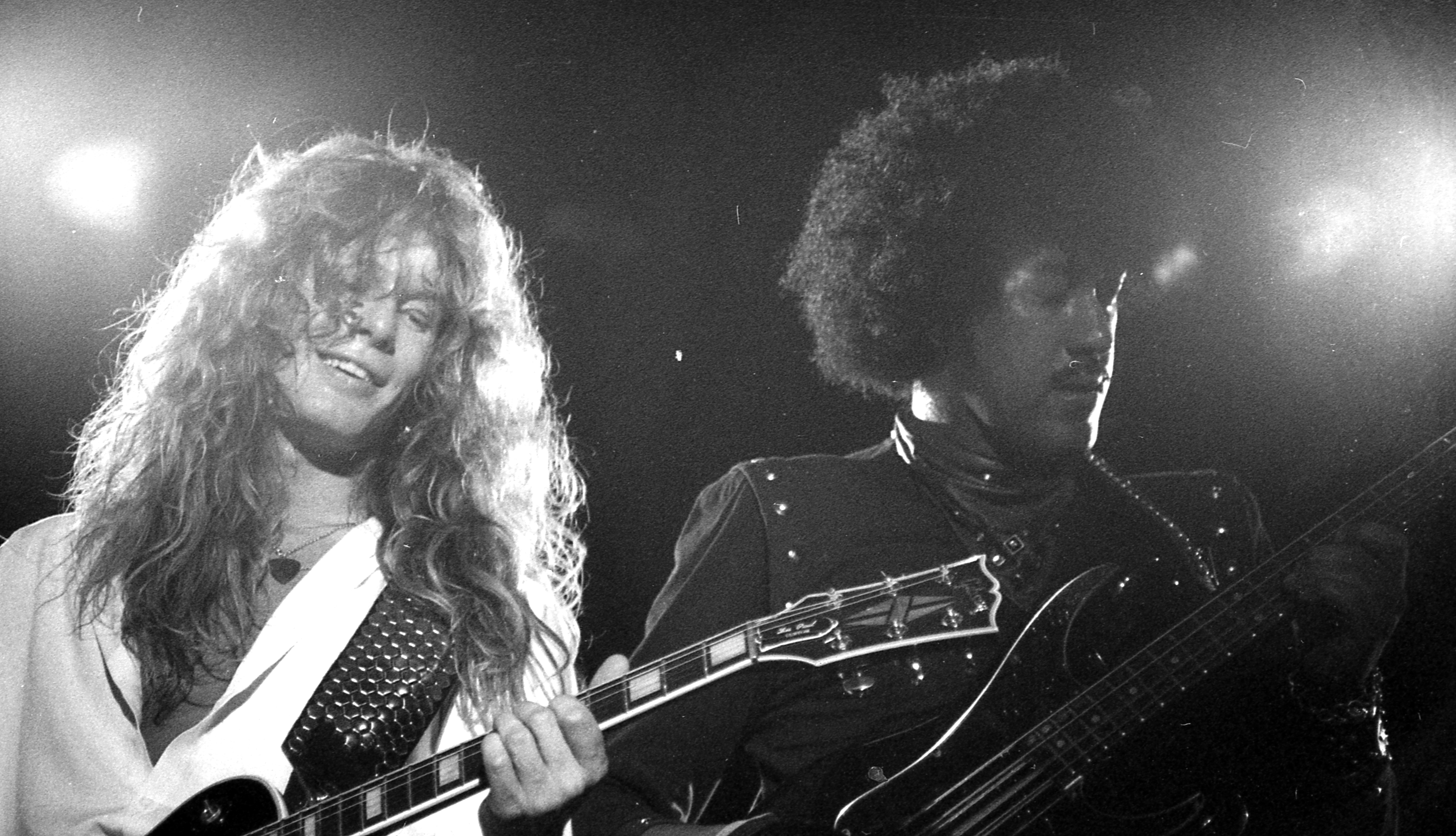
John Sykes (balra) és Phil Lynott (jobbra) az 1983 augusztusában megrendezett Reading Fesztiválon. Angliában ez volt az utolsó fellépésük.

Janey Roberts a Classic RockHistory oldalán írt pozitív hangvételű recenziót. Írása alapján a Thin Lizzy újra feltalálta magát, jellegzetes hangzásának megőrzése mellett. Sykes teljesítményét végig kiemelkedőnek minősítette, míg a riffeket és a szólókat élesnek, fülbemászónak és súlyosnak. A gitárok mellett Lynott, Downey és Wharton játékát is méltatta. Lynott basszusozását tisztának, innovatívnak és sokoldalúnak, Downey dobolását alkalmazkodónak, intuitívnak és sokoldalúnak írta le, míg Wharton játékát úgy jellemezte, hogy kontrasztot alkot a kemény gitárriffekkel, de mégis mélységet ad a számoknak. Lynott éneklését egységesebbnek nevezte, míg az albumot örvendetes visszatérésnek a Renegade csalódást keltő összhatása után. A hardrock80fr.wordpress.com oldal 2018. augusztus 17-i cikkében pozitív véleménnyel volt az albumról, továbbá egy besorolhatatlan és mindenekelőtt pótolhatatlan zenekar pompás anyagának nevezte. A 80smetalman.wordpress.com oldalon megjelent írás, megjegyzi hogy egyesek szerint a lemez dalszövegei elmaradnak a korábbiak színvonalától, de a cikk írója szerint a zene több mint kárpótol ezért, és egyértelműen a Thin Lizzy legmenőbb albumának nevezte a "Thunder and Lightning"-ot. Steve Newton eredetileg 1983. április 29-én megjelent kritikája az earofnewt.com oldalra felkerült 2018. január 6-án, amely alapján méltó utolsó albumnak nevezte egy legendás együttestől. Kifejtette, hogy a Thin Lizzy legnagyobb erősségei mindig is Lynott dinamikus dalszerzői képességei, és lélekkel teli éneke, Brian Downey kiváló dobolása, valamint a heves, páratlan szólógitárosi munka voltak. Véleménye szerint Gorham és Sykes "őrjöngő zakatolásai és hathúros támadásai egyformán zseniálisak, és úgy játszanak, mintha az életük múlna rajta."
Az albummal az együttes tagjai is elégedettek voltak, és a későbbiekben jó érzésekkel gondoltak vissza rá. Scott Gorham:  „John szerencsétlenségére Phillel már előre eldöntöttük, hogy a Thunder And Lightning lesz a zenekar utolsó lemeze, a turné pedig az utolsó turnénk. Vagyis Johnnak úgy egy-másfél év jutott a zenekarban, de ezalatt nagyon jól összebarátkoztunk, és komoly dolgokat tettünk le az asztalra. Összességében, ha már befejeztük, a Thunder And Lightning kitűnő zárás volt.” Chris Tsangarides producer szintén elégedetten gondolt vissza rá: „A lehető legjobb húrokat pengették meg a lemezzel, a legjobb időben. A Cold Sweat simán a legsúlyosabb akkori rockzenék közé tartozott, mégis elfért a Top Of The Popsban, amit tökre élveztünk. Ha Phil nem keveredik vitába a BBC jogi igazgatójával, valószínűleg még többször is adásba kerülhettek volna. Nem volt különösebben veszekedős természet, de ha nem úgy mentek a dolgok, ahogy helyesnek tartotta, mindig hangot adott a véleményének.”

## Számlista
| 1. | Thunder and Lightning | 4:56 |
| 2. | This Is the One       | 4:04 |
| 3. | The Sun Goes Down     | 6:20 |
| 4. | The Holy War          | 5:12 |

| 5. | Cold Sweat                       | 3:06 |
| 6. | Someday She Is Going to Hit Back | 4:05 |
| 7. | Baby Please Don’t Go             | 5:10 |
| 8. | Bad Habits                       | 4:04 |
| 9. | Heart Attack                     | 3:39 |

Az album limitált kiadású dupla nagylemezes és kazettás változata négy számmal egészül ki, amelyeket Nagy-Britanniában vettek fel élőben, miközben Snowy White még a zenekar tagja volt.
| #   | Cím                           | Hossz |
| --- | ----------------------------- | ----- |
| 10. | Emerald                       |       |
| 11. | Killer on the Loose           |       |
| 12. | The Boys Are Back in Town     |       |
| 13. | Hollywood (Down on Your Luck) |       |

### 2013-as újrakiadás
2013-ban megjelent az album deluxe kiadása. Két lemezből állt: az első lemez az eredeti kiadást, a második pedig egy 1981-es Hammersmith Odeon-beli fellépés élő felvételeit és számos demót tartalmazott.
| #   | Cím                              | Hossz |
| --- | -------------------------------- | ----- |
| 1.  | Angel of Death                   | 7:30  |
| 2.  | Don't Believe a Word             | 8:16  |
| 3.  | Emerald                          | 4:17  |
| 4.  | Killer on the Loose              | 5:39  |
| 5.  | The Boys Are Back in Town        | 5:10  |
| 6.  | Hollywood (Down on Your Luck)    | 4:37  |
| 7.  | The Sun Goes Down                | 6:07  |
| 8.  | Bad Habits                       | 4:32  |
| 9.  | This Is the One                  | 4:21  |
| 10. | Thunder and Lightning            | 4:58  |
| 11. | Cold Sweat                       | 3:10  |
| 12. | Baby Please Don't Go             | 5:38  |
| 13. | Heart Attack                     | 3:41  |
| 14. | The Holy War                     | 5:17  |
| 15. | Someday She Is Going to Hit Back | 4:00  |

- Az 1–6. számok élő felvétele 1981-ben a Hammersmith Odeonban, Londonban 1981. november 27-én volt
- Az 1–2. szám eredetileg a „Cold Sweat” kislemez B-oldalaként jelent meg.
- A 3–6. szám eredetileg bónuszszámként szerepelt az album dupla LP és kazettás változatában.
- A 7–15. szám az album eredeti demóverziója.

## Fontosabb feldolgozások

### Cold Sweat
- 1990: Sodom (Better off Dead)
- 1992: Re-Animator (That Was Then This Is Now)
- 1994: Helloween (Perfect Gentleman)
- 2001: Adam West (Hi-Balls Are Rolling!)
- 2001: Dreadnaught (One Piece Missing)
- 2007: Jorn (Unlocking the Past)
- 2007: Dublin Death Patrol (DDP 4 Life)
- 2010: Kalmah (Japán bónusz dal 12 Gauge)
- 2010: The Sword (Cold Sweat/Maiden, Mother & Crone kislemez)
- 2013: Megadeth (Super Collider)

### The Sun Goes Down
- 1998: Sunner (The Nature of Evil)
- 2009: Jorn (Spirit Black)

## Kislemezek
- "Cold Sweat" / "Bad Habits" – 1983. február 4.

Egy dupla single pack és a 12" is megjelent, a többi szám az "Angel of Death" (élő) / a "Don't Believe a Word" (élő).
- "Thunder and Lightning" / "Still in Love with You" (élő) – 1983. április

A 12" is megjelent, melyben ugyanaz a két szám és egy poszter szerepel.
- "The Sun Goes Down" / "Baby Please Don't Go" – 1983. július

A B-oldal Hollandiában a "Bad Habits" volt.
- "The Sun Goes Down (Remix)" / "The Sun Goes Down (Extended)" / "Baby Please Don't Go" – 12" (1983)

## Zenészek
Thin Lizzy
- Phil Lynott – basszusgitár, ének
- Scott Gorham – gitár és vokál
- John Sykes – gitár és vokál
- Brian Downey –  dobok, ütőhangszerek
- Darren Wharton – billentyűs hangszerek, vokál

Produkció
- Chris Tsangarides – producer, hangmérnök, keverés
- Andrew Warwick – hangmérnök
- Chris Ludwinski – magnó, segédmérnök
- Ian Cooper – maszterizálás a Townhouse Studióban, Londonban

## Listás helyezések
| Év                       | Lista | Pozíció |
| ------------------------ | ----- | ------- |
| 1983                     |       |         |
| Kanadai lemezlista (RPM) | 42    |         |
| Finn lemezlista          | 29    |         |
| Svéd lemezlista          | 12    |         |
| Norvég lemezlista        | 10    |         |
| Holland lemezlista       | 40    |         |
| Brit lemezlista          | 4     |         |
| Billboard 200 (USA)      | 159   |         |

| Év   | Kislemez              | Lista              | Pozíció |
| ---- | --------------------- | ------------------ | ------- |
| 1983 | Cold Sweat            | Ír kislemezlista   | 23      |
| 1983 | Cold Sweat            | Brit kislemezlista | 27      |
| 1983 | Thunder and Lightning | Brit kislemezlista | 39      |
| 1983 | Thunder and Lightning | Ír kislemezlista   | 22      |
| 1983 | The Sun Goes Down     | Brit kislemezlista | 52      |

## Eladási minősítések
| Ország | Szervezet | Év   | Eladás           |
| Anglia | BPI       | 1983 | Ezüst (+ 60,000) |